# Stadionul AFAS
AFAS Stadion, sau Stadionul AFAS este un stadion din Alkmaar, Olanda. Este stadionul echipei de fotbal AZ Alkmaar. Acest stadion are o capacitate de aproximativ 17.023 locuri.